# Ehretia

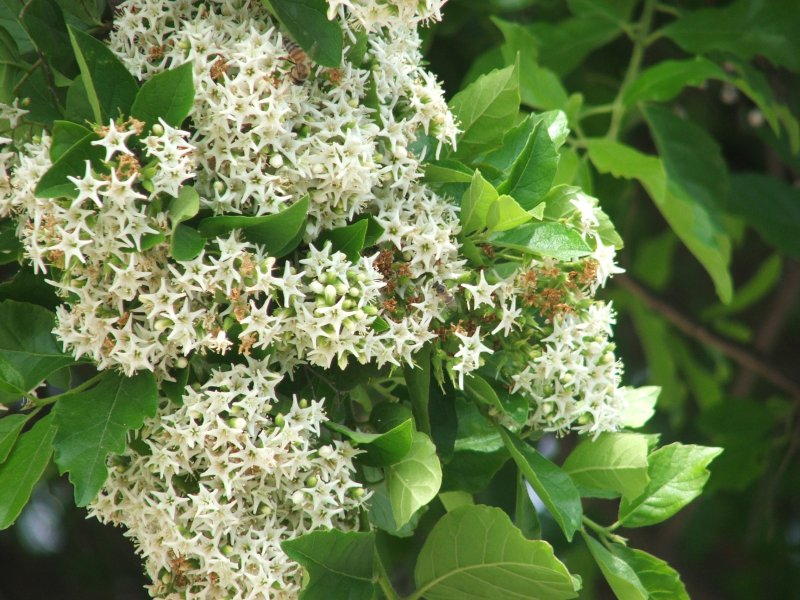
Ehretia anacua

Ehretia – rodzaj zaliczany w zależności od ujęcia do rodziny Ehretiaceae lub do szeroko ujmowanej rodziny ogórecznikowatych Boraginaceae. Rośliny rozprzestrzenione są na wszystkich kontynentach w strefie międzyzwrotnikowej, przy czym znakomita większość obecna jest w Afryce i południowej oraz wschodniej Azji. Sześć gatunków występuje w Australii. Trzy gatunki rosną w Ameryce Środkowej, jeden w północnej Argentynie (E. cortesia), jeden w Brazylii (poza tym także w zachodniej Afryce – E. crebrifolia). Ślady kopalne wskazują na dawną obecność tego rodzaju także w Europie.
E. microphylla uprawiana jest jako roślina ozdobna (m.in. w formie żywopłotów i bonsai). Niektóre gatunki drzewiaste wykorzystywane są jako źródło drewna (m.in. E. acuminata). Tyczki z drzew tego rodzaju wykorzystywane były w Chinach do przenoszenia ładunków. Różne gatunki wykorzystywane są leczniczo. E. philippinensis stosowane jest jako skuteczny lek na biegunkę. 
Nazwa rodzajowa upamiętnia malarza i rysownika roślin – Georga Dionysiusa Ehreta (1708–1770).

## Morfologia

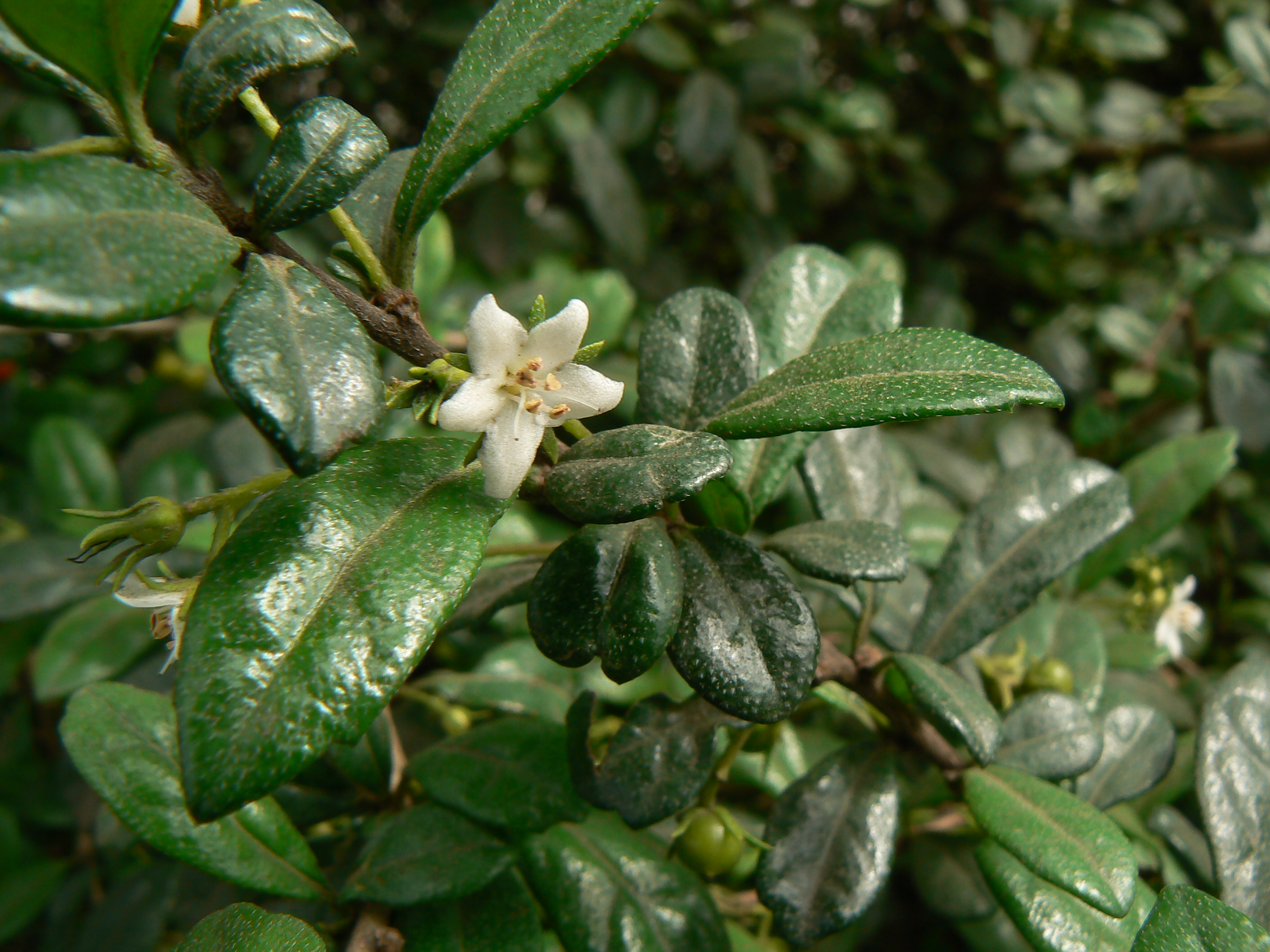
Ehretia microphylla

PokrójKrzewy i drzewa, o korze zwykle szarej, czasem niemal białej (E. rigida) i pędach zwykle nagich.
LiścieSkrętoległe, czasem skupione w pęczkach (E. microphylla), jajowate do lancetowatych, całobrzegie, rzadko karbowane, piłkowane lub ząbkowane, wyjątkowo (E. microphylla) liście wcięte z parą klap.
KwiatyObupłciowe, zebrane (czasem tylko po kilka) w wierzchotkowate wiechy wyrastające z kątów liści i na szczytach pędów. Kwiaty pięciokrotne. Kielich walcowaty, na szczycie z krótszymi lub dłuższymi ząbkami. Korona kwiatu niemal kołowa, z krótką rurką (czasem też dłuższą od rozpostartych lub czasem odgiętych końców płatków), biała, jasnożółta, jasnoróżowa lub niebieska. Pręciki wolne, zwykle wystające z rurki korony, rzadziej krótsze od niej, pylniki jajowate do równowąskich. Zalążnia jajowata, dwukomorowa, w każdej komorze z dwoma zalążkami. Szyjka słupka rozwidlona na różnej wysokości (czasem ledwo na szczycie, u innych gatunków do nasady). Znamiona główkowate lub wydłużone.
OwoceDrobne pestkowce, kulistawe, nagie, żółte, pomarańczowe do jasnoczerwonych, osadzone w trwałym kielichu.

## Systematyka
Pozycja systematyczna
W systemie APG IV z 2016 (i wcześniejszych wersjach systemów APG) należy do podrodziny Ehretioideae w rodzinie ogórecznikowatych Boraginaceae. W ujęciu Angiosperm Phylogeny Website podrodzina ta podnoszona jest do rangi rodziny Ehretiaceae. Poza rodzajami wymienionymi na liście synonimów także rodzaj Rotula bywa tu włączany.
Wykaz gatunków
- Ehretia acuminata R.Br.
- Ehretia alba Retief & A.E.van Wyk
- Ehretia amoena Klotzsch
- Ehretia anacua (Terán & Berland.) I.M.Johnst.
- Ehretia angolensis Baker
- Ehretia aspera Willd.
- Ehretia asperula Zoll. & Moritzi
- Ehretia australis J.S.Mill.
- Ehretia bakeri Britten
- Ehretia changjiangensis F.W.Xing & Ze X.Li
- Ehretia coerulea Gürke
- Ehretia confinis I.M.Johnst.
- Ehretia cortesia Gottschling
- Ehretia corylifolia C.H.Wright
- Ehretia crebrifolia (Miers) ined.
- Ehretia cymosa Thonn.
- Ehretia decaryi J.S.Mill.
- Ehretia densiflora F.N.Wei & H.Q.Wen
- Ehretia dichotoma Blume
- Ehretia dicksonii Hance
- Ehretia dolichandra R.R.Mill
- Ehretia dunniana H.Lév.
- Ehretia glandulosissima Verdc.
- Ehretia grahamii Randell
- Ehretia hainanensis I.M.Johnst.
- Ehretia janjalle Verdc.
- Ehretia javanica Blume
- Ehretia kaessneri Vaupel
- Ehretia keyensis Warb.
- Ehretia latifolia Loisel.
- Ehretia lengshuikengensis S.S.Ying
- Ehretia longiflora Champ. ex Benth.
- Ehretia macrophylla Wall.
- Ehretia matthewii Kottaim.
- Ehretia meyersii J.S.Mill.
- Ehretia microcalyx Vaupel
- Ehretia microphylla Lam.
- Ehretia mollis (Blanco) Merr.
- Ehretia moluccana Riedl
- Ehretia namibiensis Retief & A.E.van Wyk
- Ehretia obtusifolia Hochst. ex A.DC.
- Ehretia papuana S.Moore
- Ehretia parallela C.B.Clarke
- Ehretia philippinensis A.DC.
- Ehretia phillipsonii J.S.Mill.
- Ehretia pingbianensis Y.L.Liu
- Ehretia psilosiphon R.R.Mill
- Ehretia resinosa Hance
- Ehretia retusa (G.Don) Wall. ex A.DC.
- Ehretia rigida (Thunb.) Druce
- Ehretia rosea Gürke
- Ehretia saligna R.Br.
- Ehretia scrobiculata Hiern
- Ehretia seyrigii J.S.Mill.
- Ehretia siamensis Teijsm. & Binn. ex Gagnep. & Courchet
- Ehretia silvana R.R.Mill
- Ehretia takaminei Hatus.
- Ehretia timorensis Decne.
- Ehretia tinifolia L.
- Ehretia trachyphylla C.H.Wright
- Ehretia tsangii I.M.Johnst.
- Ehretia urceolata W.Fitzg.
- Ehretia wallichiana Hook.f. & Thomson ex C.B.Clarke
- Ehretia wightiana Wall. ex G.Don
- Ehretia winitii Craib